# Leptogaster urundiana
Leptogaster urundiana är en tvåvingeart som beskrevs av Emile Janssens 1953. Leptogaster urundiana ingår i släktet Leptogaster och familjen rovflugor.
Artens utbredningsområde är Burundi. Inga underarter finns listade i Catalogue of Life.